# Tysklands fodboldlandshold
Tysklands fodboldlandshold er det nationale fodboldhold i Tyskland, og landsholdet bliver administreret af DFB. Holdet har vundet fire verdensmesterskaber og tre europamesterskaber.

## Historie

### 1908: Den første landskamp
Det tyske forbund DFB blev grundlagt i 1900 og nogle uofficielle landskampe blev spillet. Men otte år efter grundlæggelsen spillede Tyskland sin første officielle A-landskamp mod Schweiz. Tyskerne tabte kampen og havde under de første landsholdsår blandede fremgange.
Senere steg interessen for fodbold i Tyskland kraftigt og det tyske spil blev bedre. Frem mod 1930'erne var fodbold den klart største sport i landet.
De største fremgange for landsholdet kom i 1930'erne. De spillede sit første VM i Italien i 1934 og de fik medalje. Holdets topscorer var Edmund Conen. Tyskerne tabte i sommer-OL 1936 på hjemmebane, hvor de blandt andet tabte til Norge med Adolf Hitler på tribunen. Sepp Herberger tog over efter Otto Nerz efter OL. Tyskland slog sig sammen med Østrig som var gode den gang. Men det viste sig vanskeligt at forene spillere og forskellig spillestil. VM i fodbold 1938 blev en nedtur for Tyskland som fik medalje i forrige VM. Holdet røg ud allerede i første runde.
De næste år og under 2. verdenskrig ville naziregimet lægge fodbolden under sig. Mange af spillerne blev kaldt ud i krigen, men selv om krigen hærgede i Europa og Tyskland, fortsatte landsholdet med at spille kampe frem til 1942.

### 1934: VM-debut
De største fremgange for landsholdet kom i 1930'erne. De spillede sit første VM i Italien i 1934 og de fik medalje. Holdets topscorer var Edmund Conen. Tyskerne tabte i sommer-OL 1936 på hjemmebane, hvor de blandt andet tabte til Norge med Adolf Hitler på tribunen. Sepp Herberger tog over efter Otto Nerz efter OL. Tyskland slog sig sammen med Østrig som var gode den gang. Men det viste sig vanskeligt at forene spillere og forskellig spillestil.
VM i fodbold 1938 blev en nedtur for Tyskland som fik medalje i forrige VM. Holdet røg ud allerede i første runde.
De næste år og under 2. verdenskrig ville naziregimet lægge fodbolden under sig. Mange af spillerne blev kaldt ud i krigen, men selv om krigen hærgede i Europa og Tyskland, fortsatte landsholdet med at spille kampe frem til 1942.

### 1954: "Das Wunder von Bern"
I 1950 spillede Tyskland igen landsholdsfodbold da de spillede mod Schweiz i Stuttgart. Tyskland vandt kampen 1–0. Samtidig blev man påmindet om landets deling i og med at Østtyskland ikke spillede en landskamp før i 1953. Vesttyskland, med Sepp Herberger som træner, kvalifiserede sig til VM i fodbold 1954 i Schweiz med kaptajnen Fritz Walter som den store stjerne. Vesttyskland vandt VM overraskende mod verdenseneren Ungarn. Ungarerne havde slået Vesttyskland hele 8–3 i gruppespillet, men måtte se sig slået af Vesttyskland 3–2 efter at de havde føret 2–0 efter bare nogle få minutter. Sejren bliver kaldt for "Das Wunder von Bern" (underet i Bern).
I VM i fodbold 1958 kom Vesttyskland til semifinalen. De tabte 1–3 til værtsnationen Sverige efter at Erich Juskowiak blev udvist. I bronzefinalen mod Frankrig tabte et reservepræget tysk hold 3–6.

### 1960'erne: På vej mod ny storhedstid
Ved VM i fodbold 1962 røg tyskerne ud i kvartfinalen mod Jugoslavien, noget som gjorde at de begyndte med nytænkning. I forbundsrepublikken blev der oprettet en landsdækkende liga – Bundesliga – efter år med diskussioner. Den nye liga øgede niveauet i tysk fodbold. Samtidig kom der nye stjerner som tilhører store fodboldnavne i Tyskland og Verden: Franz Beckenbauer, Wolfgang Overath, Sepp Maier og Reinhard Libuda. Landsholdet nåede VM-finalen i 1966, men tabte til England som spillede på hjemmebane.
Til VM i fodbold 1970 var tyskerne tilbage i storform efter at EM i fodbold 1968 mislukkedes. Spillerne som er nævnt ovenfor var med og holdet havde Vesttysklands største målscorer gennem tiden var kommet med siden VM i 1966, nemlig Gerd Müller. Müller øsede mål ind for landsholdet og blev Mexico-VMs topscorer med 10 mål samtidig som hele holdet gjorde det godt. I kvartfinalen var holdet bag ud med med 0–2 mod England, men tyskerne kom kampen efter med 3–2 efter ekstratid. I semifinalen mod Italien tabte de 3–4 i en kamp som af mange er omtalt som en af tidens fodboldkampe.

### 1970'ernes storhedstid
Storhedstiden for det tyske landshold anses af mange for at være i 1970'erne. De vandt EM i 1972 og VM på hjemmebane i 1974. Det er kun Frankrig som har gjort det samme. Vesttyskland mødte Østtyskland i gruppespillet i VM 1974. Begge gik videre, mens Østtyskland røg ud i anden runde, spillede Vesttyskland sig til finalen. Der slog de Holland 2–1. De kom også til finalen i EM to år senere, men måtte se sig slået af Tjekkoslovakiet 5–3 i straffesparkskonkurrence i finalen.
Landsholdets fremgange og spil påvirker hele fodbolden med sit spil og spillesystem. Landholdets stamme bestod af spillere fra Bayern München og Borussia Mönchengladbach.

## Turneringsoversigt

### Europamesterskabet
| År   | Værtsland         | Tysklands placering   |
| ---- | ----------------- | --------------------- |
| 1960 | Frankrig          | Deltog ikke           |
| 1964 | Spanien           | Deltog ikke           |
| 1968 | Italien           | Deltog ikke           |
| 1972 | Belgien           | Guld                  |
| 1976 | Jugoslavien       | Sølv                  |
| 1980 | Italien           | Guld                  |
| 1984 | Frankrig          | Indledende runde      |
| 1988 | Vesttyskland      | Semifinalist (Bronze) |
| 1992 | Sverige           | Sølv                  |
| 1996 | England           | Guld                  |
| 2000 | Belgien & Holland | Indledende runde      |
| 2004 | Portugal          | Indledende runde      |
| 2008 | Østrig & Schweiz  | Sølv                  |
| 2012 | Polen & Ukraine   | Semifinalist (Bronze) |
| 2016 | Frankrig          | Semifinalist (Bronze) |
| 2020 | Europa            | Indledende runde      |
| 2024 | Tyskland          | Kvartfinale           |

### Verdensmesterskabet
| År   | Værtsland        | Tysklands placering |
| ---- | ---------------- | ------------------- |
| 1930 | Uruguay          | Deltog ikke         |
| 1934 | Italien          | Bronze              |
| 1938 | Frankrig         | Ottendedelsfinale   |
| 1950 | Brasilien        | Deltog ikke         |
| 1954 | Schweiz          | Guld                |
| 1958 | Sverige          | 4. plads            |
| 1962 | Chile            | Kvartfinale         |
| 1966 | England          | Sølv                |
| 1970 | Mexico           | Bronze              |
| 1974 | Vesttyskland     | Guld                |
| 1978 | Argentina        | 2. runde            |
| 1982 | Spanien          | Sølv                |
| 1986 | Mexico           | Sølv                |
| 1990 | Italien          | Guld                |
| 1994 | USA              | Kvartfinale         |
| 1998 | Frankrig         | Kvartfinale         |
| 2002 | Sydkorea & Japan | Sølv                |
| 2006 | Tyskland         | Bronze              |
| 2010 | Sydafrika        | Bronze              |
| 2014 | Brasilien        | Guld                |
| 2018 | Rusland          | Indledende runde    |
| 2022 | Qatar            | Indledende runde    |

### Confederations Cup
| År   | Værtsland        | Tysklands placering |
| ---- | ---------------- | ------------------- |
| 1992 | Saudi-Arabien    | Ikke kvalificeret   |
| 1995 | Saudi-Arabien    | Ikke kvalificeret   |
| 1997 | Saudi-Arabien    | Ikke kvalificeret   |
| 1999 | Mexico           | Indledende runde    |
| 2001 | Sydkorea & Japan | Ikke kvalificeret   |
| 2003 | Frankrig         | Ikke kvalificeret   |
| 2005 | Tyskland         | Bronze              |
| 2009 | Sydafrika        | Ikke kvalificeret   |
| 2013 | Brasilien        | Ikke kvalificeret   |
| 2017 | Rusland          | Guld                |

## Nuværende trup
Truppen til VM-kvalifikations kampene imod Nordmakedonien og Rumænien den 8. og 11. oktober.
Mål og kampe opdateret per d. 11. oktober, efter kampen imod Rumænien.